# Nunatta Qitornai
Nunatta Qitornai en français : « les Descendants de notre pays » est un parti politique séparatiste groenlandais. Il est fondé en septembre 2017 par l'ancien ministre des Affaires, du Travail, du Commerce et des Affaires étrangères Vittus Qujaukitsoq, précédemment membre du Siumut.

## Histoire
En avril 2017 Vittus Qujaukitsoq est limogé du gouvernement groenlandais par le Premier ministre Kim Kielsen en raison de critiques sévères au sujet de l'assainissement de l'environnement autour de la base aérienne de Thulé par le Danemark et les États-Unis. Il se porte par la suite candidat à la présidence de Siumut contre Kim Kielsen lors de la conférence du parti en juillet. Il quitte le parti après avoir perdu le vote avec 19 voix contre 48.
Vittus Qujaukitsoq préconise une transition rapide vers l'indépendance du Groenland, alors que Kim Kielsen et la majorité du Siumut sont favorables à une approche graduelle. 

## Idéologie
Au-delà de la mise en place rapide d'un État groenlandais, le parti prône la décentralisation de l'administration et la mise en place de 17 municipalités sur la base de la population actuelle.

## Nom
Nunavta Qitornai (orthographié selon les règles en vigueur avant 1973) est le nom d'une organisation de jeunesse patriotique, fondée en 1941 par l'homme politique et poète Augo Lynge. Celui-ci était un ardent défenseur de la collaboration étroite entre le Groenland et le Danemark et l'incorporation du Groenland dans l'État danois. Son petit-fils a critiqué l'utilisation du nom par un parti indépendantiste comme un manque de respect à la mémoire d'Augo Lynge.

## Résultats électoraux

### Parlement du Groenland
| Année | Voix  | %    | Rang | Sièges |
| ----- | ----- | ---- | ---- | ------ |
| 2018  | 1 002 | 3,4  | 7e   | 1 / 31 |
| 2021  | 639   | 2,41 | 6e   | 0 / 31 |

### Parlement du Danemark
| Année | Voix | %    | Rang | Sièges |
| ----- | ---- | ---- | ---- | ------ |
| 2019  | 1622 | 8,11 | 4e   | 0 / 2  |